# Тхужев (Люблінське воєводство)
Тхужев (пол. Tchórzew) — село в Польщі, у гміні Борки Радинського повіту Люблінського воєводства.
Населення — 674 особи (2011).
У 1975-1998 роках село належало до Люблінського воєводства.

## Демографія
Демографічна структура станом на 31 березня 2011 року:
|          | Загалом | Допрацездатний вік | Працездатний вік | Постпрацездатний вік |
| -------- | ------- | ------------------ | ---------------- | -------------------- |
| Чоловіки | 329     | 66                 | 228              | 35                   |
| Жінки    | 345     | 75                 | 167              | 103                  |
| Разом    | 674     | 141                | 395              | 138                  |